# Hercule II d'Este
Pour les articles homonymes, voir Hercule (homonymie).
Titre
Duc de Ferrare, de Modène et de Reggio d'Émilie.
31 octobre 1534 – 3 octobre 1559
(24 ans, 11 mois et 2 jours)
Hercule II d'Este (4 avril 1508, Ferrare - 3 octobre 1559) est le quatrième duc de Ferrare, Modène et Reggio (1534-1559).
Il est le fils d'Alphonse Ier et de Lucrèce Borgia ainsi que le petit-fils d'Hercule Ier et du pape Alexandre VI.

## Un mariage politique
En 1494, Charles VIII avait envahi l’Italie pour conquérir le royaume de Naples, transformant la péninsule en arène pour les puissances européennes. Face au désordre créé par cette intrusion, les principautés italiennes avaient dû redoubler d'ingéniosité et s'associer entre elles pour prendre le parti de tel ou tel belligérant.
Le père d'Hercule, Alphonse d’Este, dont les possessions (Ferrare, Modène et Reggio) s'étendaient alors de l'Adriatique jusqu'aux confins du duché de Lucques - presque à toucher la Méditerranée - avait d'emblée choisi le camp des Français, en échange de leur soutien dans la querelle qui l'opposait alors au pape Jules II. En 1525, la défaite de Pavie, la capture du roi de France et le traité de Madrid, consacrant la puissance de Charles Quint, firent douter la maison d'Este, qui se rapprocha de l'Empereur, jusqu'à ce que la ligue de Cognac ne vienne remettre en question les fragiles équilibres de la péninsule. En échange de son adhésion à la ligue, Alphonse obtint confirmation, de la part du Pape, de sa légitimité sur Modène et Reggio, quelques nouveaux territoires et, de la part de François, la main de Renée de France pour son fils Hercule. Après des atermoiements fort politiques, le mariage, considéré par beaucoup comme une mésalliance, fut finalement célébré le 28 mai 1528 en la Sainte-Chapelle de Paris.
Le 3 novembre 1528, les jeunes mariés arrivent dans le duché de Ferrare pour constater la défaite de la ligue de Cognac et le ralliement progressif de ses membres à l’Empire. Le pape Clément VII négocie alors avec Charles Quint un traité désastreux pour Ferrare : le second s’engage à s’emparer de Reggio et de Modène au profit du Saint-Père, qui pose également une option sur Ferrare. Le 5 août 1529, par la « paix des Dames », François Ier renonce à ses ambitions italiennes. Abandonné par son principal allié, Alphonse d’Este rencontre Charles Quint en octobre 1529 à Modène. Il évite le pire et parvient à trouver un accord qui lui conserve Modène et Reggio.
À compter de cette date, Ferrare observe une stricte neutralité face aux conflits impliquant le Pape, l’Empereur et le roi de France. De son accession au pouvoir, en 1534, jusqu’en 1555, Hercule II poursuit cette politique. Il s’abstient de prendre parti lors des guerres de 1536, 1542 et 1552. En 1545, période de paix, il consent cependant au mariage de sa fille Anne avec François d’Aumale, le futur duc de Guise.

## Renée de France, une épouse très protestante
Alors qu’il a, jusque-là, fait montre d’une grande tolérance vis-à-vis de la Réforme, le 18 mars 1554, sous la pression croissante de l’Empire et de la Papauté, qu’il perçoit toujours comme une menace sur ses fiefs, Hercule d’Este ordonne le bannissement des personnes suspectées d’hérésie et vide l’abcès qui couve depuis longtemps, entre sa femme et lui, à propos des préférences religieuses de Renée et de son entourage. Elle est incarcérée, ses affaires fouillées, ses livres brûlés. Les inquisiteurs se relaient auprès d’elle pour obtenir son retour dans la foi catholique. Le 6 septembre 1554, elle est condamnée à la prison perpétuelle et à la confiscation de ses biens ; mais le 13 septembre, la procédure est annulée et, le 21, Renée assiste à la messe, ce qui ne l’empêche pas de reprendre bien vite ses relations avec la religion réformée.

## Réalisations
Sous Hercule II, la cité de Brescello (près de Reggio) est fortifiée par Terzo Terzi, et sur sa place principale, se dresse une gigantesque statue d'Hercule réalisée par Iacopo Sansovino. À Ferrare, Les delizie du Belvedere et de Belriguardo sont restructurées, le palazzo della Montagna et la rotonda della Montagnola sont édifiés.  L'artère principale de la cité, la Giovecca, est pavée en 1547 et les murailles sont renforcées et perdent leur merlonnage médiéval. En 1557, la construction de deux nouveaux fortins inaugure la réalisation du système bastionné. Après un incendie (1554), le château est reconstruit, ses merlons remplacés par une balustrade en marbre. Tours et courtines sont surélevées et un jardin est créé pour l'agrément des duchesses. Les appartements ducaux sont décorés (dont la sala dell'Aurora, la chambre ducale). Entre 1540 et 1547, à Coppa, est bâtie une nouvelle demeure dynastique de la maison D'Este, dont les portraits réalisés Benvenuto Garofalo e Girolamo da Carpi  s'alignent dans la  loggia centrale.
Tout comme son homonyme grand-père l'avait fait pour Ferrare, Hercule II entreprend l'agrandissement de Modène (1535-1550) et la restructuration de son système défensif.
Engagé, comme tous les D'Este, dans le contrôle des eaux du delta du Pô, Hercule II ordonne également à l'ingénieur ferrarais Giovanni Maria Oroboni les travaux qui viendront à bout des caprices du Secchia (1550-1560) , qui dévaste régulièrement les environs de Carpi (sur ses terres de Modène). En 1558, il fait réaliser le canal de Cento qui amène au Pô de Ferrare les eaux de la région de Cento récemment assainie, ainsi que celles provenant des collines au sud de San Giovanni in Persiceto. Il planifiera également l'assainissement de 23 000 hectares dans le Polesine de San Giovanni Battista di Ferrara, qui sera réalisée par son successeur.
Contrairement à son père, Hercule II réalisera ces travaux sans mettre en péril les caisses de l'État, qu'il s'ingéniera au contraire à rééquilibrer.
Plus porté sur la diplomatie que sur la guerre, plus sensible aux mérites de l'étude qu'à ceux du point d'honneur, il encourage le développement et le rayonnement de son université, fait interdire les duels et détruire le Praisolo, un champ clos aménagé par son père pour permettre leur déroulement en public.
Il est un prince de la Renaissance, protecteur des arts, amateur de théâtre, commandant des compositions musicales (à Alfonso Dalla Viola et au flamand Cyprien de Rore), passionné de monnaies et de médailles et grand collectionneur de tapisserie flamandes.

## Mort et succession
Après quelques semaines de maladie (probablement cardiaque), le 3 octobre 1559, Hercule décède dans ses appartements du Castello vecchio. Quelques semaines après un enterrement privé dans l'église du Corpus Domini, des obsèques officielles ont lieu en présence d'une effigie de stuc, donnant ainsi le temps à Alphonse, absent à la mort de son père, de regagner Ferrare pour y être proclamé duc sous le nom d'Alphonse II d'Este.

## Descendance
- Anne d'Este (16 novembre 1531 - 15 mai 1607) épouse en 1548 François de Lorraine, duc de Guise puis en 1566 Jacques de Savoie, duc de Nemours
- Alphonse II d'Este (Ferrare, 22 novembre 1533  –  Ferrare, 27 octobre 1597), duc de Ferrara ; épouse en 1558 Lucrèce de Médicis puis en 1565 Barbara d'Autriche puis en 1575 Marguerite de Mantoue
- Lucrèce d'Este (16 décembre 1535 - 1598) ;
- Eleonora d'Este (1537 – 1581) ;
- Luigi d'Este (Arezzo, 1538 - Montegiordano, 30 décembre 1586). Cardinal et archevêque d'Auch.